# Sádaba
Sádaba település Spanyolországban,  Zaragoza tartományban. Sádaba Carcastillo, Castiliscar, Uncastillo, Layana, Biota, Ejea de los Caballeros és Bardenas Reales községekkel határos. Lakosainak száma 1258 fő (2024).

## Népesség
A település népessége az utóbbi években az alábbiak szerint változott:
| Lakosok száma | 1712 | 1845 | 1692 | 1666 | 1577 | 1460 | 1347 | 1324 | 1291 | 1258 |
|               | 2001 | 2004 | 2007 | 2009 | 2012 | 2014 | 2017 | 2019 | 2022 | 2024 |

## Galéria

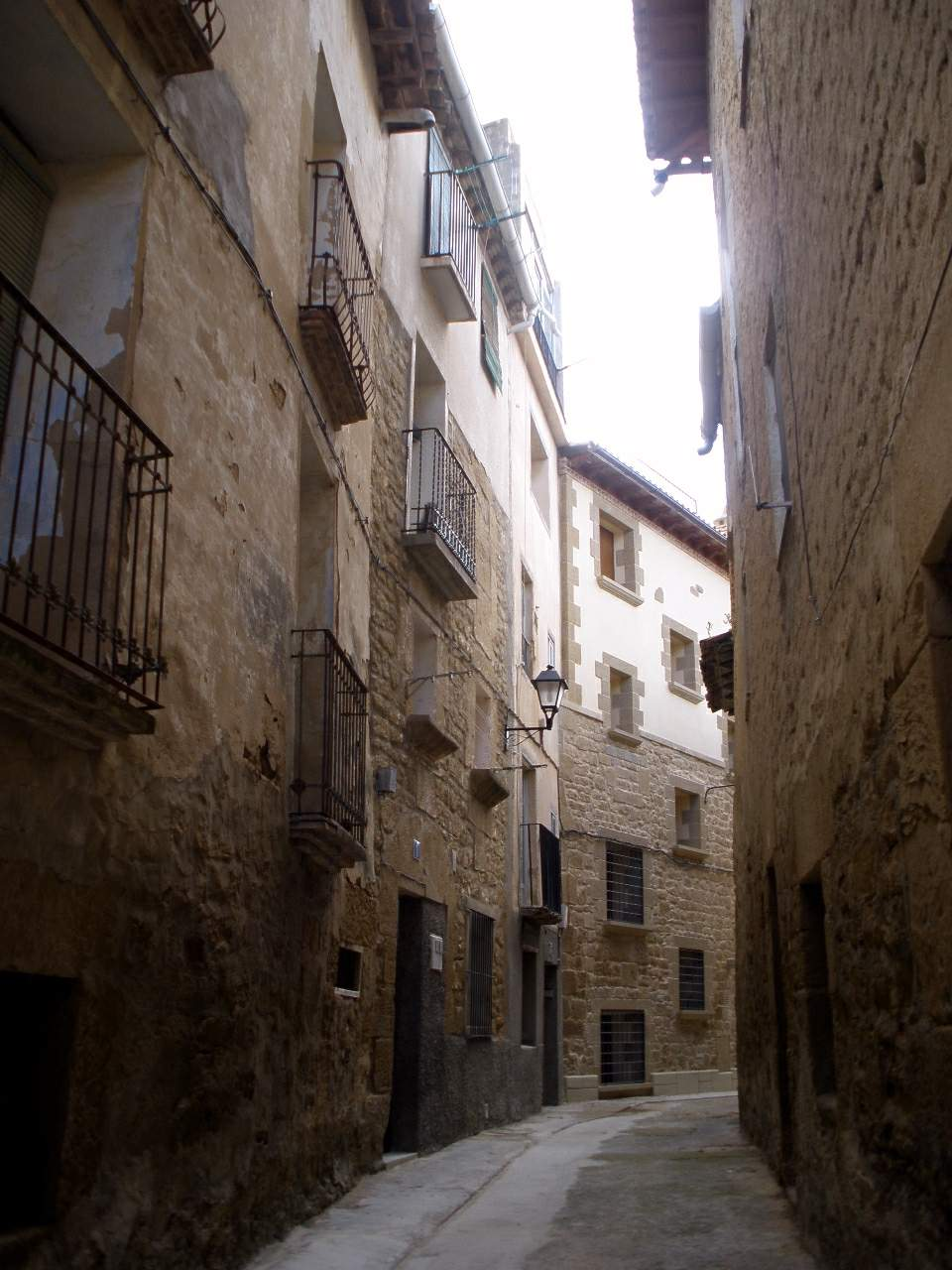
Óváros
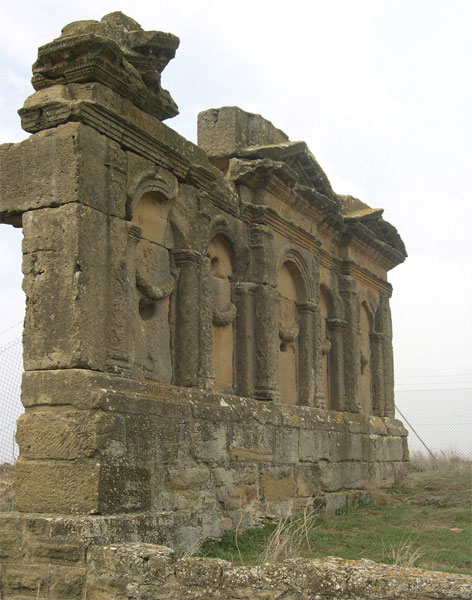
Atilis római kori mauzóleuma
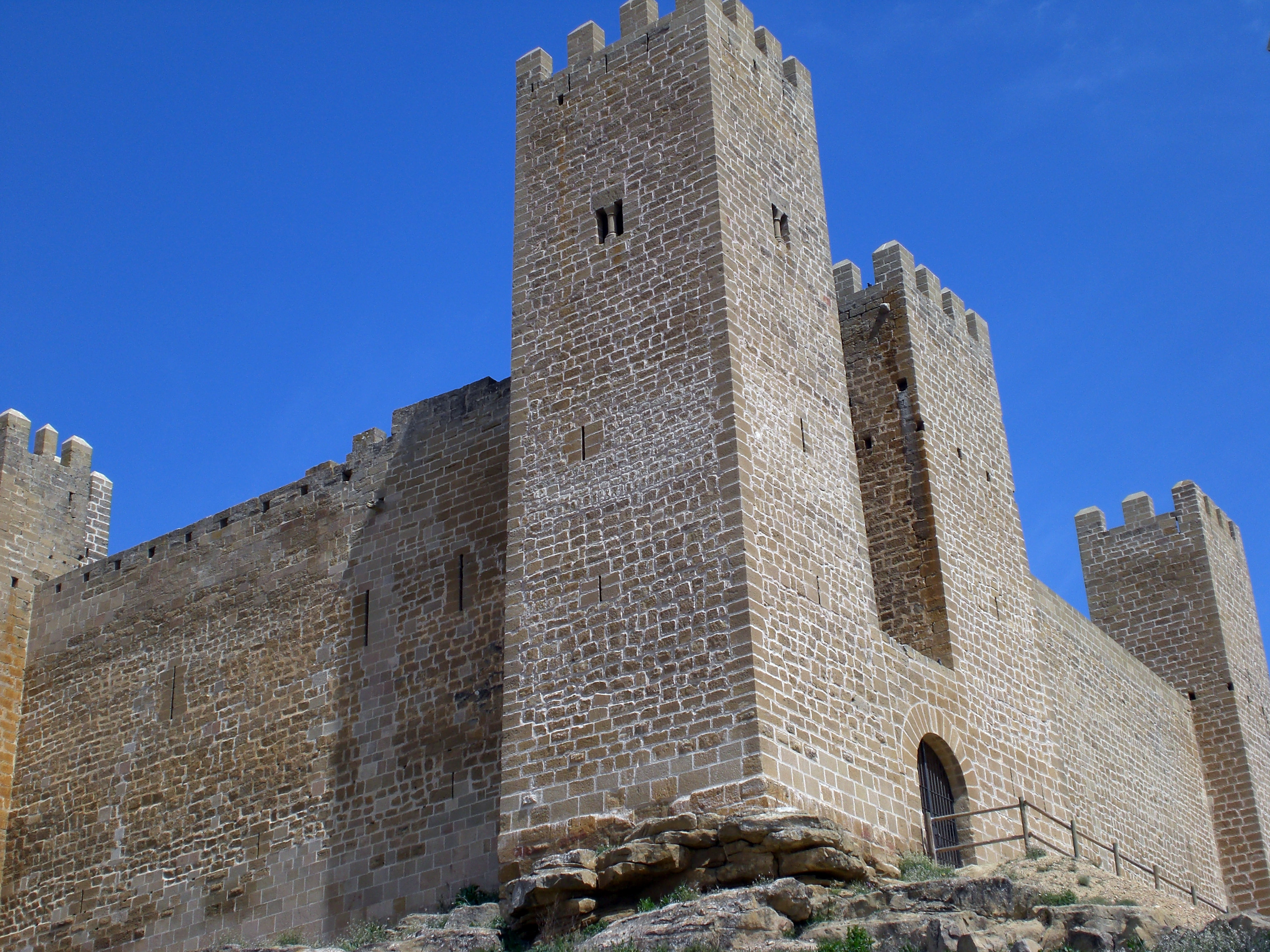
Sádaba erődje